# Citilink
Citilink es una aerolínea bajo coste con base en Yakarta, Indonesia. Fue fundada en 2001 y es la filial de bajo coste de Garuda Indonesia, creada para operar servicios de transporte de pasajeros entre ciudades de Indonesia. Su base de operaciones principal es el Aeropuerto Internacional Juanda, Surabaya.

## Destinos
Citilink opera vuelos a los siguientes destinos regulares domésticos (en septiembre de 2009):

### Indonesia
- - Balikpapan - Aeropuerto Internacional Sepinggan
  - Banjarmasin - Aeropuerto Syamsudin Noor
  - Batam - Aeropuerto Hang Nadim
  - Yakarta - Aeropuerto Internacional Soekarno-Hatta
  - Makassar - Aeropuerto Internacional Hasanuddin
  - Surabaya - Aeropuerto Internacional Juanda Hub

## Flota

### Flota Actual
La flota de Citilink incluye las siguientes aeronaves, con una edad media de 8,9 años (a septiembre de 2023):